# Покась Віталій Петрович
Віталій Петрович Покась (27 липня 1957, Городище, Черкаська область — 27 жовтня 2017, Київ) — український науковець у галузі природничо-географічної освіти, доктор філософських наук, професор. Почесний Академік АН ВШ України з 2007 р.

## Біографія

Могила Віталія Покася, Байкове кладовище

Народився в місті Городище Черкаської області в родині вчителів Петра Яковича і Євдокії Демидівни. Нащадок козацького писаря Григорія Покаса. У 1984 р. закінчив Київський державний педагогічний інститут ім. О. М. Горького за фахом «вчитель географії та біології середньої школи».
З 1984 р. працював директором студентського містечка педінституту. У 1992 р. призначений начальником управління дошкільних та інтернатних закладів Міністерства освіти України. У 1999 р. обраний деканом природничо-географічного факультету НПУ ім. М. П. Драгоманова. З 2004 р. — професор кафедри теорії та історії педагогіки, директор Інституту природничо-географічної освіти та екології НПУ ім. М. П. Драгоманова.
Помер у 60-річному віці 27 жовтня 2017 року. Похований на Байковому кладовищі (ділянка № 33).

### Родина
Був одружений. Дружина — Лілія Покась, кандидат педагогічних наук, завідувачка кафедри психолого-педагогічних дисциплін університету імені М. П. Драгоманова. Виховали доньку Юлію.

## Педагогічна діяльність
Під його керівництвом було підготовлено і проведено понад 20 міжнародних та всеукраїнських науково-практичних конференцій з питань освіти.
Автор 3 монографій, 17 навчально-методичних посібників, понад 100 статей та тез доповідей у галузі загальної середньої та вищої освіти. Серед них:
- «Становлення та розвиток інтернатних закладів освіти в Україні (1917—2000). Монографія» (2005);
- «Педагогічне управління професійним самовизначенням учнівської молоді. Методичний посібник» (2001, у співавторстві);
- «Біоетика. Навчальний посібник для загальноосвітніх закладів різних типів» (2006, у співавторстві);
- «Етика та психологія спілкування. Навчальний посібник для загальноосвітніх закладів різних типів» (2006, у співавторстві).

## Громадська діяльність
Брав активну участь у розробці Національних програм «Освіта» («Україна XXI століття»), «Діти України», Державної програми «Вчитель», низки законопроєктів, державних стандартів вищої освіти. Працює у складі спеціалізованої вченої ради із захисту кандидатських дисертацій. Член вченої ради НПУ ім. М. П. Драгоманова, голова вченої ради Інституту прородничо-географіної освіти та екології.

## Відзнаки
За трудові досягнення нагороджений Почесною грамотою Кабінету Міністрів України (2005), почесними знаками «Відмінник освіти України» (1996), «Петро Могила» (2007), «К. Д. Ушинський» (2007), подяками Київського міського голови (2001, 2004). У 2005 р. присвоєно почесне звання «Заслужений працівник освіти України». У 2010 році нагороджений орденом «За заслуги» III ступеня. У 2014 році нагороджений Почесною грамотою Верховної Ради України.